# Saint-Sauveur (Alto Saona)
 Saint-Sauveur  es una población y comuna francesa, situada en la región de Franco Condado, departamento de Alto Saona, en el distrito de Lure y cantón de Saint-Sauveur.

## Demografía
| 1932 | 2182 | 2108 | 2161 | 2047 | 2037 |
| Para los censos de 1962 a 1999 la población legal corresponde a la población sin duplicidades (Fuente: INSEE [Consultar]) |      |      |      |      |      |